# Due cuori e una dispensa
Due cuori e una dispensa  (The Honey-Mousers) è un film del 1956 diretto da Robert McKimson. È un cortometraggio d'animazione della serie Looney Tunes, uscito negli Stati Uniti l'8 dicembre 1956. È il primo di tre cortometraggi parodie della sitcom The Honeymooners, tutti diretti da McKimson; fu seguito da Operazione formaggio (1957) e La dolce vita (1960).

## Trama
In una casa rimasta vuota dopo che gli ultimi inquilini se ne sono andati, il topo Ralph Crumden non riesce più a trovare altro cibo che il formaggio stantio sulle trappole per topi, a costo di rimanerci dolorosamente intrappolato. Lui e il suo amico Ned Morton sono felici quando una nuova famiglia si trasferisce portando una nuova scorta di cibo. I due cercano di rubare il cibo dalla cucina, ma sono sorpresi di trovarla sorvegliata da un gatto. Costruiscono quindi un "cane di Troia" ricavandolo da un barile e lo azionano dall'interno. Lo portano al frigorifero, ma mentre sono impegnati a riempirlo di cibo, il gatto ci si arrampica dentro e aspetta. Quando i due topi tornano dentro, il gatto li attacca; durante il combattimento il cane viene distrutto e Ralph e Ned riescono a malapena a tornare vivi alla loro tana. La moglie di Ralph, Alice, gli chiede perché non mandano semplicemente via il gatto; il marito le risponde che se è così facile, allora dovrebbe farlo lei. Alice quindi esce dalla tana e schiaffeggia il gatto, cacciandolo via. Ralph, inizialmente infastidito, finisce per dire alla moglie "sei fantastica", e la bacia affettuosamente.

## Distribuzione

### Edizione italiana
La prima edizione italiana del film fu trasmessa direttamente in televisione negli anni ottanta. Il doppiaggio fu eseguito dalla Effe Elle Due e diretto da Franco Latini su dialoghi di Maria Pinto, i quali presentano alcuni errori di adattamento e cambiano i nomi di Ralph e Ned, rispettivamente, in Trippy e Smilzo. Tale doppiaggio fu eseguito senza utilizzare la colonna internazionale, sostituendo la musica presente durante i dialoghi con spezzoni del valzer dei fiori. Nei primi anni 2000, sempre per la trasmissione televisiva, il corto fu ridoppiato dalla Time Out Cin.ca sotto la direzione di Massimo Giuliani su dialoghi di Raffaella Pepitoni.

### Edizioni home video
Il corto fu pubblicato in DVD-Video in America del Nord nel secondo disco della raccolta Looney Tunes Golden Collection: Volume 3 (intitolato Hollywood Caricatures and Parodies) distribuita il 25 ottobre 2005, dove è visibile anche con un commento audio di June Foray e Jerry Beck o con la sola colonna musicale. In Italia fu invece inserito nel DVD All Stars: Volume 4 della collana Looney Tunes Collection, uscito il 18 maggio 2006. Fu poi inserito nel secondo DVD della raccolta 50 cartoons da collezione - Looney Tunes della collana Il meglio di Warner Bros., uscita in America del Nord il 25 giugno 2013 e in Italia il 5 dicembre. In America del Nord fu inserito anche nel secondo disco della raccolta DVD Looney Tunes Spotlight Collection Volume 8, uscita il 13 maggio 2014.